# 국도 제37호선 (일본)
국도 제37호선(일본어: 国道37号)은 홋카이도 야마코시군 오샤만베정에서 무로란시까지 이어주는 총 연장 84.3 km, 현도 79.9 km의 거리를 가진 일본의 일반 국도이다.

## 개요
전 구간이 도오 자동차도와 병주하고 있다. 그래서 이 국도가 옛 1급 국도를 치고는 드물게도 기점이 군부였던 것으로 드러나고 있다. 또한, 홋카이도의 옛 1급 국도 중에서 유일하게 전장이 100km 미만을 가진 국도 노선이기도 하다.

### 노선 정보
- 기점 : 홋카이도 야마코시군 오샤만베정 오샤만베 197-1 (아사히하마 교점 = 5번 국도와 교차)
- 종점 : 홋카이도 무로란시 히가시마치3초메 14-32 (히가시마치3초메 교점 = 36번 국도와 교차)
- 총 연장 : 84.3 km
- 중용 연장 : 0.1 km
- 실제 연장 : 84.3 km
  - 현도 : 79.9 km
  - 구도 : 없음
  - 신도 : 4.3 km
- 지정 구간 : 전 구간
- 제설 : 밤낮을 가리지 않고 제설을 수시로 실시하여, 상시적으로 교통 확보가 필요하게 됨.
- 비고 : 49km 지점에 있는 표지 방향이 반대로 설치된 상태.

## 지리

### 통과하는 지자체
- 오시마 종합진흥국 : 야마코시군 오샤만베정
- 시리베시 종합진흥국 : 슷쓰군 구로마쓰나이정
- 이부리 종합진흥국 : 아부타군 도요우라정 - 아부타군 도야코정 - 다테시 - 무로란시

### 접촉하는 도로

#### 고속도로 및 일반 국도
- 도오 자동차도
- 국도 제5호선
- 국도 제36호선
- 국도 제230호선
- 국도 제453호선

#### 도도 (道道)
- 홋카이도도 제266호선
- 홋카이도도 제344호선
- 홋카이도도 제609호선
- 홋카이도도 제32호선
- 홋카이도도 제608호선
- 홋카이도도 제97호선
- 홋카이도도 제578호선
- 홋카이도도 제386호선
- 홋카이도도 제779호선
- 홋카이도도 제385호선
- 홋카이도도 제519호선
- 홋카이도도 제982호선
- 홋카이도도 제145호선
- 홋카이도도 제981호선
- 홋카이도도 제1057호선
- 홋카이도도 제107호선
- 홋카이도도 제704호선
- 홋카이도도 제127호선
- 홋카이도도 제919호선
- 홋카이도도 제699호선

#### 연선
- JR 무로란 본선 도야 역 : 도야코정
- 기타코가네카이주카 : 다테시